# Jan Hruška
Jan Hruška (ur. 4 lutego 1975 w Uničov) – czeski kolarz szosowy i górski. Zwycięzca dwóch etapów Giro d'Italia, mistrz Czech w maratonie MTB z 2009 roku.
17 września 2000 roku został wykluczony z XXVII Letnich Igrzysk Olimpijskich i zdyskwalifikowany przez rodzimy związek kolarski na pół roku. Powodem było wykrycie u niego nandrolonu po jednym z etapów Vuelta a España. 
W 2006 roku w ramach Operación Puerto, został zidentyfikowany przez Guardia Civil jako klient Eufemiano Fuentesa. Nie został jednak ukarany przez hiszpański wymiar sprawiedliwości, ponieważ w tamtym czasie zażywanie środków dopingujących nie było w Hiszpanii zakazane.

## Najważniejsze zwycięstwa i sukcesy
- 1999
  - 2. miejsce w Vuelta a La Rioja
- 2000 
  - 1. miejsce w prologu i 20. etapie Giro d'Italia
  - 14. miejsce w Giro d'Italia
  - 5. miejsce w Clásica de Alcobendas
- 2001 
  - 1. miejsce na 3. etapie Clásica de Alcobendas
- 2002
  - 2. miejsce w Vuelta a Murcia
  - 1. miejsce na 1. etapie Vuelta a España
- 2003 
  - 2. miejsce w Vuelta a Murcia
- 2004
  - 3. miejsce w Deutschland Tour
- 2006
  - 1. miejsce na 3. etapie Clásica de Alcobendas
  - 1. miejsce w Clásica de Alcobendas